# Jolyon Palmer
Jolyon Palmer (* 20. Januar 1991 in Horsham, West Sussex, England) ist ein ehemaliger britischer Automobilrennfahrer. Von 2011 bis 2014 startete er in der GP2-Serie, in der er 2014 die Meisterschaft gewann. 2016 und 2017 fuhr er für Renault in der Formel 1. Seit 2018 ist er als Kommentator und Kolumnist tätig.

## Karriere

### Rennsport
Sein Vater ist der ehemalige Formel-1-Pilot Jonathan Palmer. 
Palmer begann seine Motorsportkarriere 2005 in der T-Cars-Serie, in der Rennfahrer im Alter von 14 bis 17 mit Limousinen unterwegs waren, und wurde Fünfter der Herbstmeisterschaft. 2006 startete er erneut in T Cars und wurde Fünfter in der Meisterschaft. Nachdem er 2007 an zwei T-Cars-Rennen, die er beide für sich entschied, teilgenommen hatte, wechselte er in den Formelsport und startete in der Formel Palmer Audi, einer Rennserie, die sein Vater Jonathan Palmer gegründet hatte. Jolyon Palmer gewann zwei Rennen und belegte den zehnten Gesamtrang. 2008 blieb er in der Formel Palmer Audi und verbesserte sich, obwohl er nur ein Rennen gewann, auf den dritten Gesamtrang.
2009 wechselte Palmer in die neugegründete FIA-Formel-2-Meisterschaft, die ebenfalls von seinem Vater organisiert wurde. Dort holte er drei Punkte und belegte den 21. Gesamtrang. Außerdem startete er bei acht Rennen der Formel Palmer Audi und wurde mit einem Sieg 16. in der Gesamtwertung. 2010 blieb Palmer in der Formel 2. Mit einem Sieg im Auftaktrennen in Silverstone startete Palmer gut in die Saison. Eine weitere eindrucksvolle Vorstellung zeigte er in Monza, wo er beide Rennen von der Pole-Position startend gewann. Nachdem er die Meisterschaft lange Zeit angeführt hatte, wurde er am Saisonende mit insgesamt fünf Siegen Vizemeister hinter Dean Stoneman.

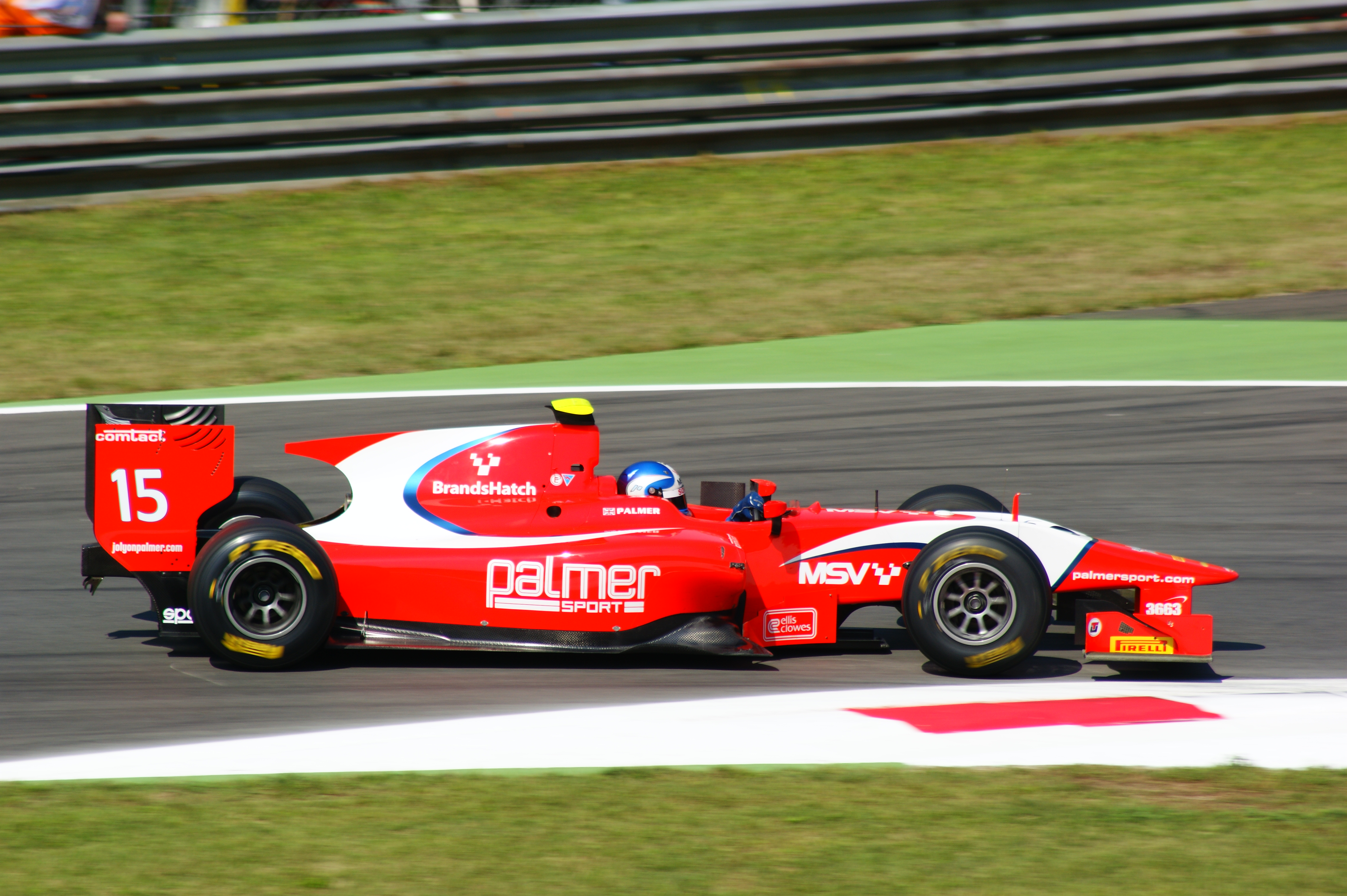
Palmer für Arden beim GP2-Rennen in Monza 2011

2011 wechselte Palmer zu Arden International und trat für den Rennstall in der GP2-Asia-Serie und in der GP2-Serie an. In der GP2-Asia-Serie belegte er am Saisonende den 19. Gesamtrang, in der GP2-Serie blieb Palmer ohne Punkte und wurde 28. in der Fahrerwertung. Nach der Saison nahm er für das Barwa Addax Team am GP2 Final 2011 teil. Mit einem dritten Platz als bestes Ergebnis lag er auf dem vierten Platz im Klassement. Außerdem kehrte er für ein Rennwochenende in die Formel 2 zurück, nahm allerdings an keinen Rennen teil. Zur GP2-Serie 2012 wechselte Palmer innerhalb der GP2-Serie zu iSport International. Beim zweiten Rennwochenende in as-Sachir erzielte er mit einem siebten Platz im Sprintrennen erstmals Punkte in der GP2-Serie. Nachdem sein Auto beim Sprintrennen des vierten Rennwochenendes vor dem Start mit technischen Problemen stehen geblieben war, entschloss sich das Team, ihm zur nächsten Veranstaltung ein neues Fahrzeug bereitzustellen. Mit dem neuen Auto gelang es ihm auf Anhieb in Monte Carlo das Sprintrennen für sich zu entscheiden. Es war sein erster GP2-Sieg. Mit drei Podest-Platzierungen beendete Palmer die Saison auf dem elften Gesamtrang und unterlag damit seinem Teamkollegen Marcus Ericsson.

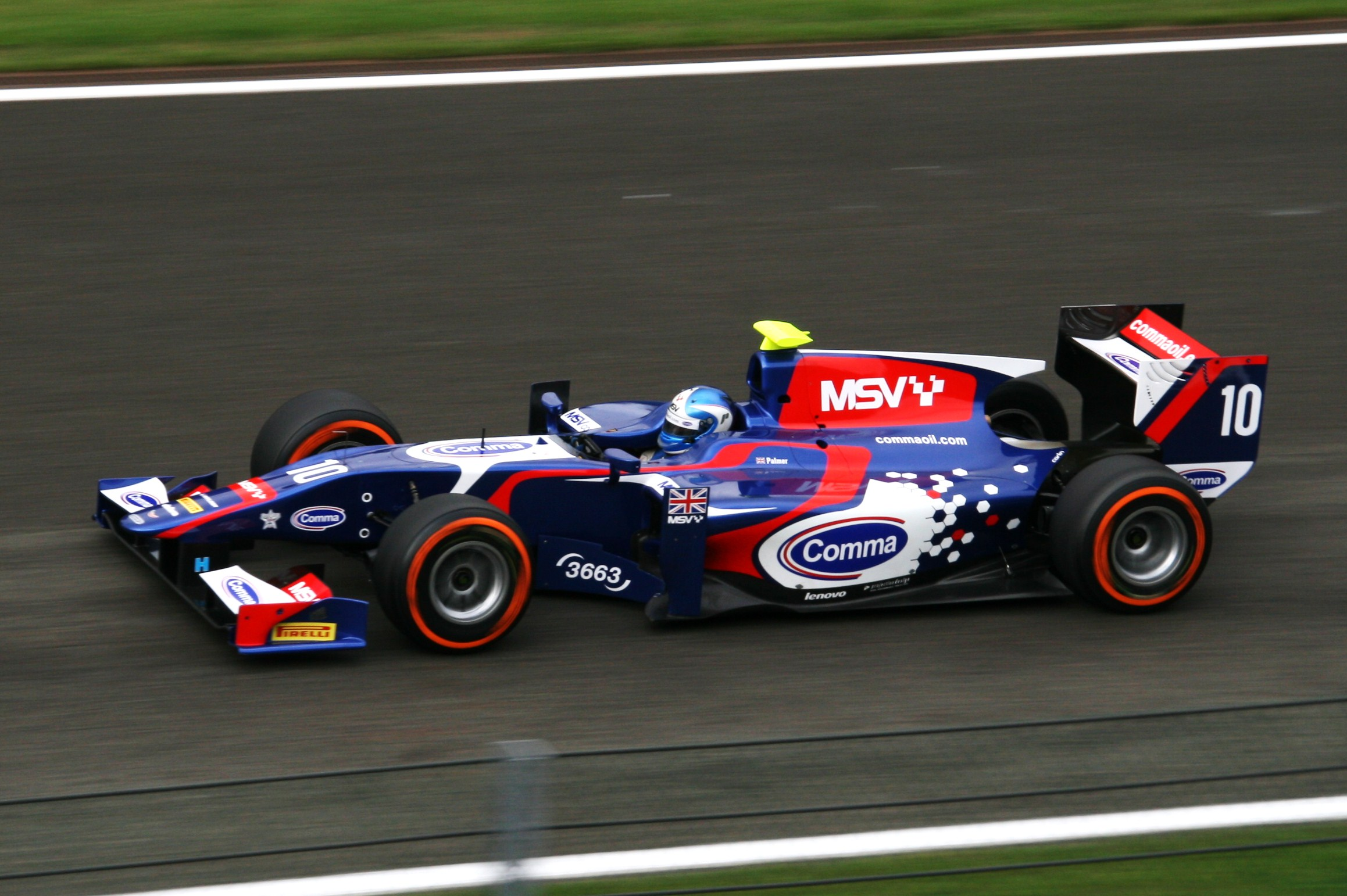
Jolyon Palmer beim Sprintrennen der GP2-Serie in Spa-Francorchamps 2013

2013 erhielt Palmer ein GP2-Cockpit bei Carlin. Auf dem Hungaroring erzielte er seinen ersten GP2-Hauptrennsieg. Dieses Resultat wiederholte er in Singapur, wo es ihm gelang, von der Pole-Position startend einen weiteren Sieg im Hauptrennen zu erzielen. Obwohl sein Teamkollege Felipe Nasr im Gegensatz zu ihm kein Rennen gewann, setzte er sich mit 154 zu 119 Punkten teamintern gegen Palmer durch, Palmer beendete die Saison als Siebter in der Fahrerwertung. 2014 wechselte Palmer innerhalb der GP2-Serie zu DAMS. Beim ersten Rennwochenende in as-Sachir erzielte Palmer nach einem dritten Platz im Hauptrennen einen Sieg beim Sprintrennen. Anschließend folgten zwei zweite Plätze in Barcelona. Nachdem er beim nächsten Rennen in Monte Carlo das Hauptrennen für sich entschieden hatte, blieb er fünf Veranstaltungen ohne Sieg, bevor er in Monza das Sprintrennen gewann. Beim darauf folgenden Rennwochenende in Sotschi gewann Palmer das Hauptrennen und entschied damit die Meisterschaft vorzeitig für sich. Palmer stand bei 12 von 22 Rennen auf dem Podium und erzielte nur zweimal keine Punkte. Mit 276 zu 229 Punkten lag er am Saisonende vor Stoffel Vandoorne. Teamintern setzte er sich gegen Stéphane Richelmi, der 73 Punkte erreicht hatte, deutlich durch.

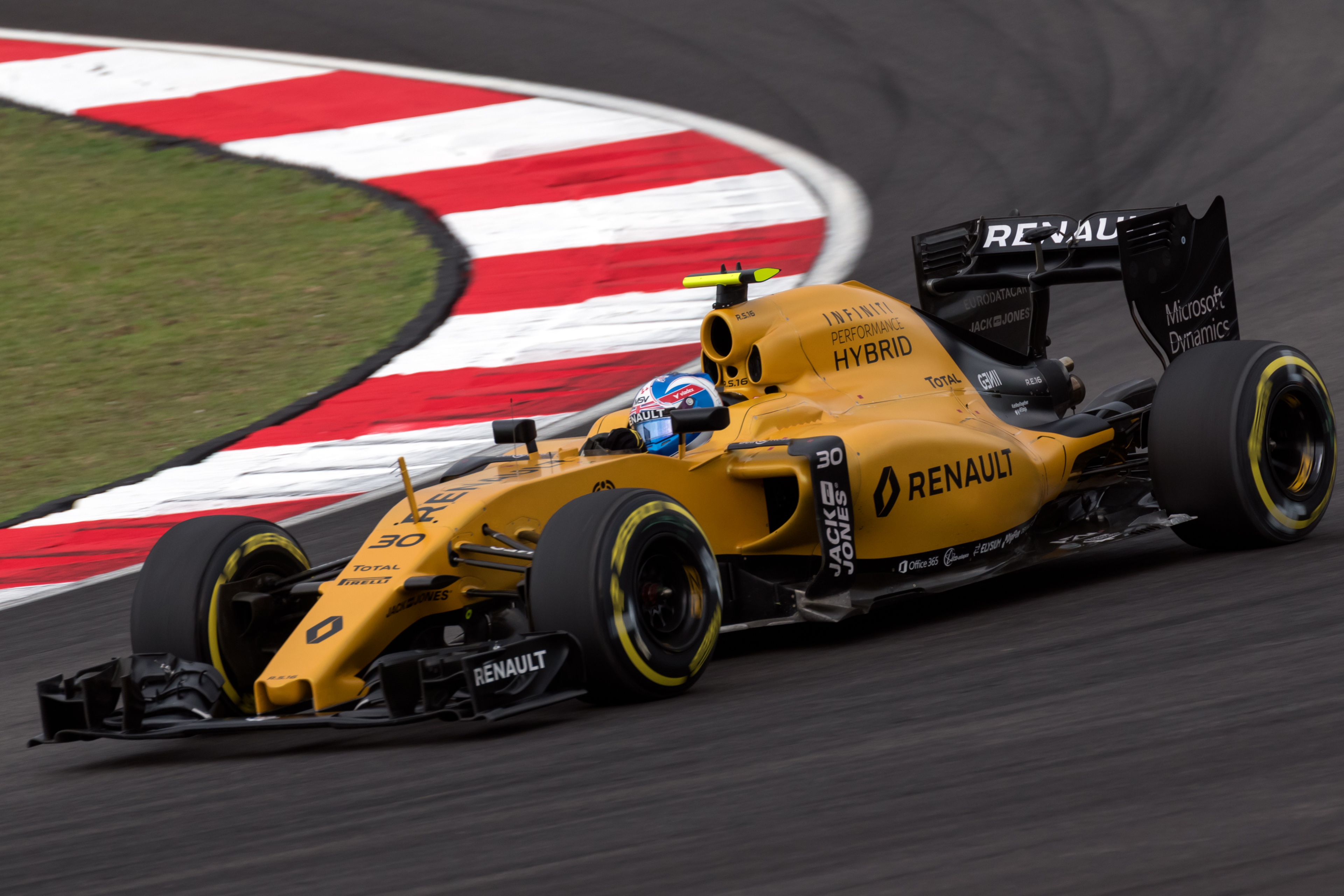
Jolyon Palmer im Renault (2016)

2015 war Palmer Formel-1-Testfahrer bei Lotus. In dieser Funktion nahm er an einigen freien Trainings der Formel-1-Grands-Prix teil. 2016 blieb Palmer bei dem Rennstall, der in der Zwischenzeit von Renault übernommen und in Renault Sport F1 Team umbenannt wurde, und erhielt ein Stammcockpit. Als Formel-1-Startnummer wählte er die #30. Er ersetzte Romain Grosjean, der zu Haas gewechselt war. Bei seinem Debüt in Australien wurde er Elfter. Beim Großen Preis von Malaysia erzielte Palmer als Zehnter zum ersten Mal einen Punkt in der Formel 1. Intern unterlag er Kevin Magnussen mit einem zu sieben Punkten und wurde 18. in der Fahrerwertung.
In der Formel-1-Weltmeisterschaft 2017 erhielt Palmer bei Renault mit Nico Hülkenberg einen neuen Teamkollegen. Beim Großen Preis von Singapur erzielte er mit dem sechsten Platz seine bis dahin beste Formel-1-Platzierung. Nach dem Rennen in Japan verlor Palmer sein Cockpit an Carlos Sainz jr. Er belegte am Saisonende den 17. Gesamtrang.

### Medienkarriere
Im Februar 2018 stieß Palmer zum Formel-1-Team von BBC Radio 5 Live als Experte hinzu. Auf der Webseite der BBC verfügt Palmer über eine Kolumne, in der er Rennen analysiert; ebenso steuert er Artikel zur offiziellen Webseite der Formel 1 bei. Palmers Analysen wurden in den folgenden Jahren auch von den offiziellen Formel-1-Medienpräsenzen übernommen.

## Statistik

### Karrierestationen
| - 2005: T-Cars-Herbstmeisterschaft (Platz 5) - 2006: T Cars (Platz 5) - 2007: T Cars (Platz 11) - 2007: Formel Palmer Audi (Platz 10) - 2008: Formel Palmer Audi (Platz 3) - 2008: Formel Palmer Audi, Herbstserie (Platz 3) | - 2009: Formel 2 (Platz 21) - 2009: Formel Palmer Audi (Platz 16) - 2010: Formel 2 (Platz 2) - 2011: GP2-Asia-Serie (Platz 19) - 2011: GP2-Serie (Platz 28) - 2012: GP2-Serie (Platz 11) | - 2013: GP2-Serie (Platz 7) - 2014: GP2-Serie (Meister) - 2014: Formel 1 (Testfahrer) - 2015: Formel 1 (Testfahrer) - 2016: Formel 1 (Platz 18) - 2017: Formel 1 (Platz 17) |

### Einzelergebnisse in der GP2-Asia-Serie
| Jahr | Team                | 1   | 2   | 3   | 4   | Punkte | Rang |
| ---- | ------------------- | --- | --- | --- | --- | ------ | ---- |
| 2011 | Arden International | UAE | UAE | ITA | ITA | 0      | 19.  |
| 2011 | Arden International | 14  | 10  | 18  | DNF | 0      | 19.  |

### Einzelergebnisse in der GP2-Serie
| Jahr | Team                 | 1   | 2   | 3   | 4   | 5   | 6   | 7   | 8   | 9   | 10  | 11  | 12  | 13  | 14  | 15  | 16  | 17  | 18  | 19  | 20  | 21  | 22  | 23  | 24  | Punkte | Rang |
| ---- | -------------------- | --- | --- | --- | --- | --- | --- | --- | --- | --- | --- | --- | --- | --- | --- | --- | --- | --- | --- | --- | --- | --- | --- | --- | --- | ------ | ---- |
| 2011 | Arden International  | TUR | TUR | ESP | ESP | MON | MON | ESP | ESP | GBR | GBR | GER | GER | HUN | HUN | BEL | BEL | ITA | ITA |     |     |     |     |     |     | 0      | 28.  |
| 2011 | Arden International  | 17  | 9   | 18  | 17  | NC  | 11  | 9   | DNF | 20  | 16  | 19  | DNF | 22  | 18* | DNF | 14  | DNF | 19  |     |     |     |     |     |     | 0      | 28.  |
| 2012 | iSport International | MAS | MAS | BRN | BRN | BRN | BRN | ESP | ESP | MON | MON | ESP | ESP | GBR | GBR | GER | GER | HUN | HUN | BEL | BEL | ITA | ITA | SIN | SIN | 78     | 11.  |
| 2012 | iSport International | 17  | 12  | DNS | 7   | 24* | 22  | 9   | DNS | 6   | 1   | DNF | DNF | 3   | 5   | 18  | 18  | 6   | 5   | DNF | 10  | 7   | 3   | DNF | DNF | 78     | 11.  |
| 2013 | Carlin               | MAS | MAS | BRN | BRN | ESP | ESP | MON | MON | GBR | GBR | GER | GER | HUN | HUN | BEL | BEL | ITA | ITA | SIN | SIN | UAE | UAE |     |     | 119    | 7.   |
| 2013 | Carlin               | 6   | 9   | 5   | 6   | 10  | 4   | DNF | 12  | 6   | DNF | 24  | 11  | 1   | 12  | 15  | 6   | DNF | 10  | 1   | 17  | 2   | DNF |     |     | 119    | 7.   |
| 2014 | DAMS                 | BRN | BRN | ESP | ESP | MON | MON | AUT | AUT | GBR | GBR | GER | GER | HUN | HUN | BEL | BEL | ITA | ITA | RUS | RUS | UAE | UAE |     |     | 276    | 1.   |
| 2014 | DAMS                 | 3   | 1   | 2   | 2   | 1   | 7   | 5   | 6   | 2   | 4   | 3   | 6   | 4   | 2   | 6   | 3   | 8   | 1   | 1   | 10  | 2   | DNF |     |     | 276    | 1.   |

### Statistik in der Formel-1-Weltmeisterschaft
Diese Statistik umfasst alle Teilnahmen des Fahrers an der Formel-1-Weltmeisterschaft.

#### Gesamtübersicht
Stand: Saisonende 2017
| Saison | Team                  | Chassis        | Motor                | Rennen | Siege | Zweiter | Dritter | Poles | schn. Rennrunden | Punkte | WM-Pos. |
| ------ | --------------------- | -------------- | -------------------- | ------ | ----- | ------- | ------- | ----- | ---------------- | ------ | ------- |
| 2016   | Renault Sport F1 Team | Renault R.S.16 | Renault 1.6 V6 Turbo | 20     | −     | −       | −       | −     | −                | 1      | 18.     |
| 2017   | Renault Sport F1 Team | Renault R.S.17 | Renault 1.6 V6 Turbo | 15     | −     | −       | −       | −     | −                | 8      | 17.     |
| Gesamt | Gesamt                | Gesamt         | Gesamt               | 35     | –     | –       | –       | –     | –                | 9      |         |

#### Einzelergebnisse
| Saison | 1   | 2  | 3   | 4  | 5   | 6   | 7   | 8  | 9   | 10 | 11 | 12  | 13  | 14 | 15 | 16 | 17 | 18 | 19  | 20 | 21 |
| ------ | --- | -- | --- | -- | --- | --- | --- | -- | --- | -- | -- | --- | --- | -- | -- | -- | -- | -- | --- | -- | -- |
| 2016   |     |    |     |    |     |     |     |    |     |    |    |     |     |    |    |    |    |    |     |    |    |
| 11     | DNS | 22 | 13  | 13 | DNF | DNF | 15  | 12 | DNF | 12 | 19 | 15  | DNF | 15 | 10 | 12 | 13 | 14 | DNF | 17 |    |
| 2017   |     |    |     |    |     |     |     |    |     |    |    |     |     |    |    |    |    |    |     |    |    |
| DNF    | 13  | 13 | DNF | 15 | 11  | 11  | DNF | 11 | DNS | 13 | 13 | DNF | 6   | 15 | 12 |    |    |    |     |    |    |

| Legende  | Legende            | Legende                                                          |
| Farbe    | Abkürzung          | Bedeutung                                                        |
| -------- | ------------------ | ---------------------------------------------------------------- |
| Gold     | –                  | Sieg                                                             |
| Silber   | –                  | 2. Platz                                                         |
| Bronze   | –                  | 3. Platz                                                         |
| Grün     | –                  | Platzierung in den Punkten                                       |
| Blau     | –                  | Klassifiziert außerhalb der Punkteränge                          |
| Violett  | DNF                | Rennen nicht beendet (did not finish)                            |
| Violett  | NC                 | nicht klassifiziert (not classified)                             |
| Rot      | DNQ                | nicht qualifiziert (did not qualify)                             |
| Rot      | DNPQ               | in Vorqualifikation gescheitert (did not pre-qualify)            |
| Schwarz  | DSQ                | disqualifiziert (disqualified)                                   |
| Weiß     | DNS                | nicht am Start (did not start)                                   |
| Weiß     | WD                 | zurückgezogen (withdrawn)                                        |
| Hellblau | PO                 | nur am Training teilgenommen (practiced only)                    |
| Hellblau | TD                 | Freitags-Testfahrer (test driver)                                |
| ohne     | DNP                | nicht am Training teilgenommen (did not practice)                |
| ohne     | INJ                | verletzt oder krank (injured)                                    |
| ohne     | EX                 | ausgeschlossen (excluded)                                        |
| ohne     | DNA                | nicht erschienen (did not arrive)                                |
| ohne     | C                  | Rennen abgesagt (cancelled)                                      |
| ohne     | keine WM-Teilnahme |                                                                  |
| sonstige | P/fett             | Pole-Position                                                    |
| sonstige | 1/2/3/4/5/6/7/8    | Punktplatzierung im Sprint-/Qualifikationsrennen                 |
| sonstige | SR/kursiv          | Schnellste Rennrunde                                             |
| sonstige | *                  | nicht im Ziel, aufgrund der zurückgelegten Distanz aber gewertet |
| sonstige | ()                 | Streichresultate                                                 |
| sonstige | unterstrichen      | Führender in der Gesamtwertung                                   |